# CFL-Zahl
Die Courant-Friedrichs-Lewy-Zahl (CFL-Zahl oder auch Courant-Zahl) wird in der numerischen Strömungssimulation für die Diskretisierung zeitabhängiger partieller Differentialgleichungen verwendet.
Sie gibt an, um wie viele Zellen sich eine betrachtete Größe pro Zeitschritt maximal fortbewegt:
{\displaystyle c={\frac {u\cdot \Delta t}{\Delta x}}}
Dabei ist {\displaystyle c} die Courant-Zahl, {\displaystyle u} die Geschwindigkeit, {\displaystyle \Delta t} der diskrete Zeitschritt und {\displaystyle \Delta x} der diskrete Ortsschritt. Motiviert wird dies durch die CFL-Bedingung, die aussagt, dass das explizite Euler-Verfahren nur für {\displaystyle c<1} stabil sein kann. Ähnliche Bedingungen gelten auch für andere Diskretisierungsschemata.
Die Courant-Zahl ist nach den Mathematikern Richard Courant, Kurt Friedrichs und Hans Lewy benannt, die sie 1928 definierten.